# نوریلسک
شهر نوریلسک (به روسی: Норильск) شهری صنعتی در سرزمین کراسنویارسک روسیه است که بالای مدار شمالگان و شرق رود ینی‌سئی و جنوب شبه‌جزیره تایمیر واقع شده‌است. این شهر ۱۷۵۰۰۰ نفر جمعیت دائمی دارد که با احتساب ساکنان موقت، جمعیت آن به ۲۲۰۰۰۰ نفر می‌رسد.
نوریلسک شمالی‌ترین شهر بالای صدهزار نفری دنیا است و پس از مورمانسک دومین شهر بزرگ واقع در بالای مدار شمالگان به شمار می‌رود. نوریلسک، یاکوتسک و وورکوتا تنها شهرهای بزرگ در منطقه پرمافروست محسوب می‌شوند.
مسجد زیبای «نورد کمال» به عنوان شمالی ترین مسجد واقع در زمین در این شهر قرار دارد.